# Містечко (Україна)
Містечко — невелике місто. Історичний тип населених пунктів в Україні XV — початку XX століття, що були більші за села та менші за міста. У 1925 році термін «містечко» був офіційно замінений на уніфікований радянський термін «Селище міського типу».
Деякі сучасні українські історики, політики та науковці пропонують повернути у широкий вжиток поняття «містечко».

## Історія
Найдавніші українські містечка виникли в XV столітті в Галичині; вони виконували функції ремісничих та торговельних центрів, а також оборонних пунктів від нападів кримських та буджацьких татар. Мережа містечок була динамічною: деякі з них, дістаючи магдебурзьке право, переходили в категорію міст, інші занепадали і перетворювалися на села. На відміну від міст, центрами управління яких були магістрати, містечками керували ратуші.
На Наддніпрянській Україні виникнення містечок особливо інтенсивно відбувалося на початку XVII століття, «Реєстр всього війська Запорозького» 1649 року зафіксував 90 містечок. За іншими даними, напередодні визвольної війни 1648—1654 років з 1 тисячі міських поселень близько половини становили містечка.
У Російській імперії впродовж століть статус містечок лишався невизначеним — за роз'ясненнями Городового положення 1892 року вони характеризувалися як «щось середнє між містом і селом». Показники їх розвитку не потрапляли в статистичні джерела міністерства внутрішніх справ, небагато уваги приділяла їм і місцева статистика, що утруднює їх дослідження на різних історичних етапах.
В описах Чернігівського намісництва кінця XVIII століття містечко характеризується як невелике місто, а також місце, де збиралися торги та в лавках і на майдані продавали різні товари і речі. У нотатках про Полтавщину першої половини XIX століття містечка віднесені до великих поселень, в яких, згідно з чисельністю населення, є кілька церков, існують ярмарки і базари. Тобто, містечком вважалося торгово-ремісниче поселення або місце торгів та ярмарків.
У середині XIX століття в Наддніпрянській Україні налічувалося 547 містечок, у яких проживало 1,3 млн мешканців, або 52 % всього міського населення. 51 % усіх містечок припадав на Правобережну Україну, 25 %— на Лівобережну Україну, 24 % — на Південь України. На Правобережжі, яке входило в смугу єврейської осілості, значну частину населення містечок (до 10 %) становили євреї. Неповторну ауру містечок створювали поєднання цікавої забудови з природними ландшафтами, церкви, ярмарки, наявність підприємств з обслуговування селянських господарств і переробки їх продукції. Під впливом урбанізації, міграційних процесів та укрупнення мережа містечок скорочувалася. Перепис населення 1923 року зафіксував в Україні 402 містечка.
Перед 1917 роком в Україні нараховувалося 180 міст і близько 350 містечок.
У радянській політичній практиці відповідно до «Інструкції про порядок перечислення залюднених пунктів до розряду міських або сільських осель», ухваленої 16 квітня 1924 року, до категорії містечок були зараховані населені пункти, що налічували від 3 до 10 тис. жителів за умови наявності промислових і комунальних підприємств, культурно-освітніх і медичних закладів та переважно неземлеробських занять населення.
Постановою ВУЦВК від 28 жовтня 1925 року термін «містечко» був скасований; замість нього запроваджувалося поняття «селище міського типу». В такий спосіб відбувалася потрібна радянських властям уніфікація, яка знищила притаманну Україні специфічну (у Росії містечок не було) національну форму територіальної організації міського розселення. Водночас у Польщі, Білорусі, країнах Балтії містечка збереглися.